# 单亦和
单亦和（1944年3月—2019年11月17日），山东诸城人，中华人民共和国政治人物，原国有重点大型企业监事会主席，中国保利集团有限公司原董事长、党组书记。